# Velered kralja Dmitra Zvonimira s lentom i Danicom
Velered kralja Dmitra Zvonimira s lentom i Danicom je odlikovanje Republike Hrvatske koje zauzima četvrto mjesto po važnosnome slijedu u redoslijedu hrvatskih odlikovanja. Velered je ustanovljen 10. ožujka 1995. godine.
Velered se dodjeljuje visokim hrvatskim i stranim vjerskim dostojanstvenicima te visokim dužnosnicima za izniman doprinos neovisnosti i cjelovitosti Republike Hrvatske, odnosima hrvatske države i vjerskih zajednica te za iznimne uspjehe u kulturnom i humanitarnom djelovanju.

## Izgled
Velered se sastoji od znaka Velereda s lentom, Danice, male oznake Velereda te umanjenice Velereda.
Znak Velereda izrađen je od srebra. Ima oblik križa, čiji su krakovi ukrašeni tropletim ornamentom. Krakove križa povezuje luk na kojem je stilizirani val (tzv. »kuke«), koji potječe iz predromaničkog razdoblja (9. – 11. stoljeće). Na gornjem luku je natpis: KRALJ DMITAR ZVONIMIR. U sredini križa je medaljon od zlata s prikazom Bašćanske ploče, na kojoj se spominje ime kralja Zvonimira. Iznad križa je manji medaljon od zlata s prikazom glave kralja Zvonimira u lijevom profilu. Manji medaljon je uokviren šesterokutnim vijugavim tropletim ornamentom.
Danica Velereda je ispupčena osmerokraka zvijezda izrađena od srebra. Na licu Danice je osam istaknutih i osam kraćih srebrnih zraka te između njih 16 zraka od zlata. U sredini je medaljon od zlata u kojem je prikazana glava kralja Zvonimira u lijevom profilu.
Izgled i tehnička izvedba Velereda, kao i izgled i opis isprave o dodjeli Velereda propisani su posebnim Pravilnikom Velereda.

## Poticaj za dodjelu i uručivanje
Predsjednik Republike Hrvatske dodjeljuje odlikovanje Velereda na vlastiti poticaj ili na prijedlog Državnog povjereništva za odlikovanja i priznanja Republike Hrvatske, kojemu prijedloge dostavljaju predsjednik Hrvatskoga sabora, predsjednik Vlade Republike Hrvatske ili nadležni ministar.
Predsjednik Republike uručuje Velered osobno ili može kao svog izaslanika za uručenje Velereda imenovati predsjednika Hrvatskoga sabora, predsjednika Vlade Republike Hrvatske te iznimno osobu po odluci predsjednika Republike.

## Način nošenja i isticanja
Način nošenja i isticanja uređeno je posebnim pravilnikom Velereda. Odlikovane osobe ističu Velered prilikom svečanih prigoda (npr. proslava nacionalnih blagdana, svečani prijemi i sl.).
Lentu s Veleredom odlikovane osobe ističu ovješenu od desna ramena na lijevi bok zajedno s Danicom na lijevoj strani grudi. Ako je osoba odlikovana Veleredom kralja Dmitra Zvonimira s lentom i Danicom i nekim drugim Veleredom, ističe uz taj Velered na lenti s Danicom (ili Velikom Danicom) samo Danicu Velereda kralja Dmitra Zvonimira.
Mala oznaka Velereda se ističe isključivo na službenoj odori (npr. vojna odora, policijska odora, i sl.), a umanjenica isključivo na civilnoj odjeći. Umanjenica Velereda ističe se prilikom svečanih prigoda, uz obraćanje pozornost na primjeren izgled, ponašanje i dostojanstvo kao i važnost prigode kada se odlikovanje ističe. Žene ističu umanjenicu Velereda na lijevoj strani grudi, dok je muškarci ističu u lijevom zapučku, odnosno na lijevom suvratku odijela, uz druge umanjenice složene u niz po važnosnome slijedu. Zajedno sa znakom Velereda i Danicom nije dopušteno isticati malu oznaku i umanjenicu istog Velereda.

## Nositelji/ce Velereda
Veleredom kralja Dmitra Zvonimira s lentom i Danicom, između ostalih, odlikovani su:
- Milan Moguš[1]
- Ševko Omerbašić[2]
- Arthur Schneier[3]
- Patrick Joseph Hickey[4]
- Borislav Škegro[5]
- Dai Bingguo[6]
- Ivan Aralica[7]
- Otto von Habsburg[8]
- Vjekoslav Kaleb[8]
- Ranko Marinković[8]
- Vlatko Pavletić [8]
- Petar Šegedin[8]
- Vladimir Šeks[8]
- Ivan Milas[8]
- Alois Mock[9]
- Edmund Stoiber[10]
- Roland H. Brown [11]
- Margaret Thatcher[12]
- William J. Perry[13]
- Gojko Šušak[14]
- Franjo Komarica[15]
- Vladko Maček[16]
- Miroslav Krleža[17]
- Savka Dabčević-Kučar[18]
- Ivan Supek[18]
- Vlado Gotovac[19]
- Miko Tripalo[19]
- 1995. - Dalibor Brozović[7]
- 1995. - Šime Đodan[7]
- 1995. - Jakob Eltz[7]
- 1995. - Mate Granić[7]
- 1995. - Ivić Pašalić[7]
- 1995. - Antun Vrdoljak[7]
- 1995. - Andrija Hebrang[7]
- 1995. - Ivan Jarnjak[7]
- 1995. - Pero Jurković[7]
- 1995. - Ivica Kostović[7]
- 1995. - Jure Radić[7]
- 1995. - Stjepan Sulimanac[7]
- 1995. - Lujo Tončić-Sorinj[7]
- 1995. - Janko Vranyczany-Dobrinović[7]